# Bergmyran, Ormsjö
Bergmyran, Ormsjö este o arie protejată (arie specială de conservare — SAC, sit de importanță comunitară — SCI) din Suedia întinsă pe o suprafață de 2,2 ha, integral pe uscat.

## Localizare
Centrul sitului Bergmyran, Ormsjö este situat la coordonatele 64°24′13″N 15°55′33″E / 64.4037°N 15.9259°E.

## Înființare
Situl Bergmyran, Ormsjö a fost declarat sit de importanță comunitară în decembrie 1998 pentru a proteja 1 specie de plante. Situl a fost protejat și ca arie specială de conservare în martie 2011.

## Biodiversitate
Situată în ecoregiunea boreală, aria protejată conține 1 habitat natural: Taiga vestică.
La baza desemnării sitului se află o specie protejată de  plante: Calamagrostis chalybaea.